# Morpho godartii
Morpho godartii är en fjärilsart som beskrevs av Guérin 1844. Morpho godartii ingår i släktet Morpho och familjen praktfjärilar. Inga underarter finns listade i Catalogue of Life.